# Phrurotimpus illudens
Phrurotimpus illudens là một loài nhện trong họ Phrurolithidae.
Loài này thuộc chi Phrurotimpus. Phrurotimpus illudens được Willis J. Gertsch miêu tả năm 1941.